# Malaitamonark
Malaitamonark (Symposiachrus malaitae) är en fågelart i familjen monarker inom ordningen tättingar.

## Utbredning och systematik
Fågeln förekommer endast på ön Malaita i Salomonöarna. Den kategoriserades tidigare som en underart av salomonmonark (Symposiachrus barbatus) men urskiljs sedan 2016 som egen art av Birdlife International och IUCN, sedan 2024 även av IOC.

## Status
Den kategoriseras av IUCN som nära hotad.

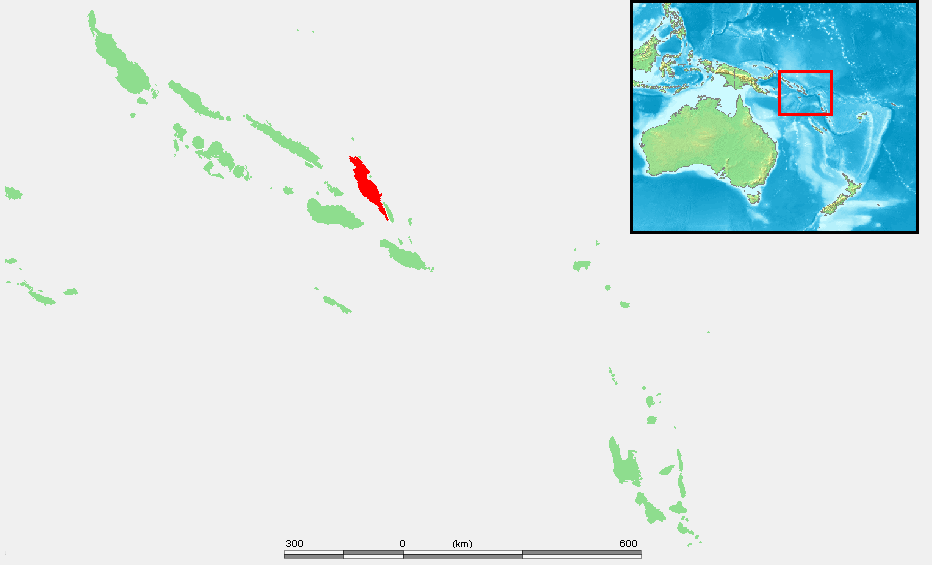
Malaitas läge i Salomonöarna.

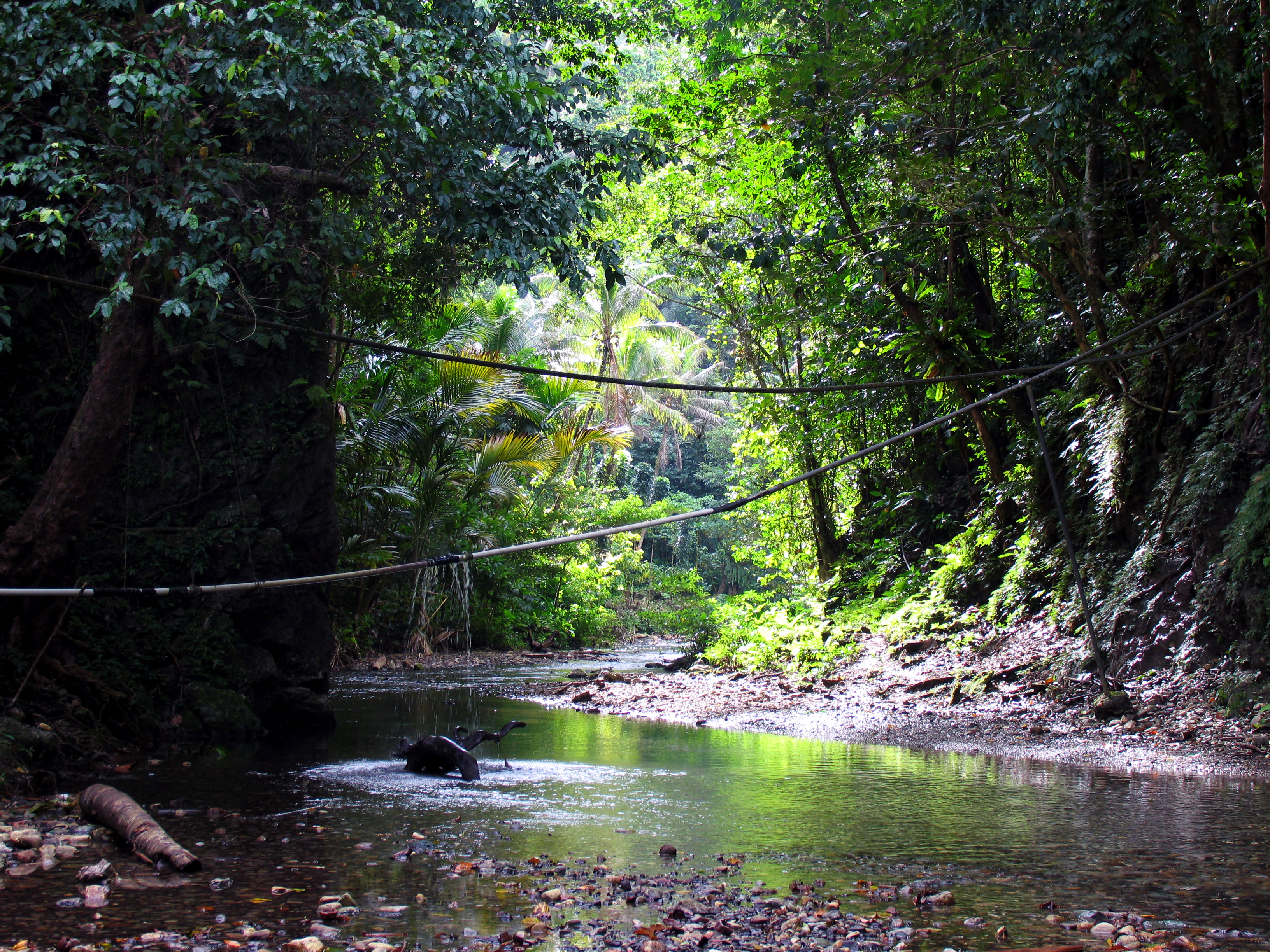
Skogsområde på ön Malaita där fågeln är endemisk.